# Der Jungen Knaben Spiegel
Der Jungen Knaben Spiegel. Ein schön Kurzwyligs Büchlein, Von zweyen Jungen Knaben, Einer eines Ritters, Der ander eines bauwren Son ist ein moralisierender Roman von Jörg Wickram, der 1554 erstmals erschien.

## Handlung
Der Ritter Gottlieb adoptiert den Bauernknaben Fridbert und gibt diesen gemeinsam mit seinem leiblichen Sohn Willibald dem jungen Zuchtmeister (Hauslehrer) Felix zur Erziehung. Willibald, von dem lernbegierigen Fridbert bald überflügelt, beginnt sich mit dem verkommenen Metzgerssohn Lottarius abzugeben und zieht mit diesem schließlich in wilder Kumpanei in die Welt. Lottarius endet schließlich am Galgen, während Willibald an den Bettelstab gerät.
Fridbert dagegen ist nach dem guten Abschluss seiner Studien Kanzler, Felix gar ein berühmter Arzt geworden. Je tiefer Willibald sinkt, desto höher steigen seine Antipoden zu bürgerlichen Ehren auf. Eines Tages treffen die drei sich erneut: Fridbert und Felix nehmen Willibald, der inzwischen herumziehender Musikant geworden ist in ihren Dienst. Nachdem der Reumütige die Vergebung seines Vaters erlangt hat, wird schließlich ein rechtschaffener Mann aus ihm, als Schenk bekleidet er sogar ein angesehenes Hofamt.

## Interpretation und Kritik
Dem tüchtigen und ehrbaren Paar Felix und Fridbert stehen Willibald und Lottarius als abschreckende Exempla entgegen. Ungeachtet seiner unverhohlenen Freude über den Erfolg der Bürgersöhne lässt Wickram den Ritterssohn nicht verkommen und erweist sich so als Kind seiner Zeit, die ungeachtet ihrer Vorbehalte gegen den Ritterstand diesem mit Hochachtung begegnet. Wickram versucht sogar eine psychologische Deutung der Verfehlungen des jungen Ritters: Schuld daran trägt die Umwelt, vor allem die närrische Liebe der Mutter, die ihn zu einem charakterschwachen Menschen gemacht habe.
Das Werk wurde vielfach als eine gegen den Adel gewendete Haltung des Autors gewertet, der hier die Überwindung von Klassenschranken durch individuelle Leistung propagiert. Die Popularität des Stoffes zeigt eine beachtliche Anzahl von Dramatisierungen.

## Ausgaben
- Straßburg 1554
- Straßburg 1555 bei Jacob Fröhlich (Digitalisat)
- Köln 1591
- Tübingen 1901 (Hrsg. J. Bolte und W. Scheel)
- Straßburg 1917 (Hrsg. Gertrud Fauth)